# Тасманија
Тасманија је острво на источној ивици Индијског океана, отприлике 240 км јужно од аустралијског континента. Име је добила по холандском морепловцу Абелу Тасману који је и открио острво. Тасманија такође означава истоимену аустралијску државу, која поред главног острва Тасманија садржи и више малих, углавном ненасељених група острва. Главни и највећи град је Хобарт, а други по величини је Лонсестон. Држава обухвата главно острво Тасманију, 26. по величини острво на свету и околних 1000 острва. Држава је имала око 541.000 становника до септембра 2020. Главни и највећи град је Хобарт, са око 40 посто становништва које живи у широј околини Хобарта.
Тасманија има укупну површину од 68.401 km2 (26.410 квадратних миља), док главно острво има површину од 64.519 2 (24.911 квадратних миља). Око 42% њене копнене површине, укључујући националне паркове и места светске баштине, заштићено је. Прва еколошка политичка партија у свету основана је на Тасманији.
Верује се да су на главном острву 40.000 година пре британске колонизације живели абориџински народи. Сматра се да су се абориџински Тасманци одвојили од континенталних абориџинских група пре око 11.700 година, након што је пораст нивоа мора формирао Басов пролаз. Процењује се да је абориџинско становништво у време британског насељавања обухватало између 3.000 и 7.000 особа, али је скоро нестало у року од 30 година комбинацијом насилног герилског сукоба са досељеницима (познатим као „Црни рат”), међуплеменског сукоба и ширење заразних болести на које нису имали имунитет. Сукоб, који је досегао врхунац између 1825. и 1831. године, и довео до више од три године ванредног стања, коштао је живота скоро 1.100 Абориџина и досељеника.
Острво су трајно населили Европљани 1803. године као казнену колонију Британског царства како би спречила потраживања [[First French Empire]|Првог француског царства]] на ту земљу током Наполеонових ратова. Острво је у почетку било део колоније Нови Јужни Велс, али је постало засебна колонија под именом Ван Дименова земља (названа по Антонију ван Димену) 1825. године. Отприлике 75.000 осуђеника послато је у Ван Дименову земљу пре него што је ова пракса, позната као транспорт, обустављена 1853. Године 1855, донесен је садашњи устав Тасманије, а следеће године колонија је формално променила име у Тасманија. Године 1901. постала је држава Аустралија кроз процес Аустралијске федерације.

## Географија
Као највеће острво Аустралијске федерације, садржи Тасманију са 68.400 км² (без осталих острваца 64.519 км²) и чини 0,89% територије Аустралије. Мореуз Бас који одваја острво од копненог дела Аустралије, протеже се од северозапада дуж Краљевог острва, до северног врха Флиндерс острва. На острву доминирају планине и платои до висине од 1600 m. Највиши врх је планина Оса (1617 m).
Тасманија лежи између 40° и 44° степена јужне географске ширине и 144° и 149° степена источне географске дужине. Острво се налази уз јужни шпиц аустралијског континента и приближно је велико као Ирска. Оно је убедљиво највеће међу стотинама острва Басовог архипелага.
Тамо још увек постоји пуно природних пејзажа. Отприлике четвртина острва је под UNESCO заштитом, а 37% острва је национални парк. Нарочито импресиван је пејзаж на планини Крадл, као и нетакнута и делимично тешко приступачна џунгла на југозападу.
Такође 1300 км јужно лежи острво Маквори које припада федералној држави Тасманија.